# Pierre Corbinais
Pierre Corbinais, aussi connu sous le pseudonyme de Pierrec,, est un journaliste, auteur de jeux vidéo et photographe amateur français.

## Formation
Il fait des études de lettres à Montpellier et une formation de libraire à Aix-en-Provence.

## Carrière
Il crée en 2010 le site l'Oujevipo dédié aux jeux vidéo indépendants, et dont le nom fait référence au mouvement littéraire de l'Oulipo. 
En 2013, il organise une game jam avec l'exposition Retro No Future à Cergy.

## Ludographie
- 2017 : Enterre-moi, mon amour (Bury me, my Love) : co-auteur[4]
- 2025 : Wednesdays[5],[6]